# Jan Wegter
Johannes Antonius Bernardus (Jan) Wegter (Stad Delden, 21 april 1930 – Amsterdam, 1 november 1994) was een Nederlands acteur.
Hij werkte zowel op toneel als voor televisie en radio (als hoorspelacteur). Af en toe speelde hij ook een rol in een speelfilm en deed hij nasynchronisatie in Nederlandstalige versies van buitenlandse speelfilms.

## Hoorspelen (selectie)
- Sindbad de Zeeman
- De avonturen van Anatol (1978, Boer Lubach)
- Morgen gebeurt het (1959, Goedhart)
- Michael Strogoff, koerier van de tsaar (inspecteur, officier en schildwacht)
- Bericht over de pest in Londen (16-4-1971, vader en tweede stem)
- De tunnel der duisternis (minister, Willy)
- Zonder angst of haat (1977)
- Hoorspel (van Peter Handke uit 1978)
- De Speelman (1985)
- De tijdmachine (1974, misdadiger Karl)

## Televisieseries
- Stadhuis op stelten
- Maigret
- De klop op de deur
- Op hoop van zegen
- Waaldrecht
- Pommetje Horlepiep, Postbode
- Thunderbirds
- De Minimolen delen 1 en 2, 1967
- Het is weer zo laat! (1978, directeur uitgeverij De Horizon)
- Calimero
- Gompie en zijn vriendjes
- De Sleutels van Fort Boyard (Torenwachter 1991/1992)
- Mijn idee (1985-1989) Het Fototoestel (1989) Rijexaminator
- Thomas en Senior en de Grote Goudroof (1985) Winkelchef
- De Brug (1990) Bardoel

## Speelfilms
- Pastorale 1943
- Doctor Vlimmen
- De Steen
- De kandidaten
- Turks Fruit

## Theater
- Oh Calcutta 1971

## Stemmen
- De laatste eenhoorn (kater, 1982)
- De Smurfen (Opasmurf, 1986-1989)
- Flodder (film) (stemacteur 1986)
- De grote kaasroof (1987) - Marvin de baas
- Belle en het Beest (Maurice, 1991)
- Kleine Nemo (koning, 1992)
- The Princess and the Goblin (Verteller 1993)
- Jungle Jack (Rode Kater 1994)
- De Avonturen van Ichabod en meneer Pad (Desiderius Das, 1995)